# Kroniky lovců stínů
Kroniky lovců stínů jsou skupinou médií zahrnující dvě románové série, jedenáct krátkých povídek, jeden grafický román, jeden film, televizní seriál a další média.

## Románové série

### Pekelné stroje
V roce 2009 začala Cassandra Clareová psát Spin-off trilogii Pekelné stroje. Jedná se o knihy: Mechanický anděl, Mechanický princ a Mechanická princezna. V Česku první titul série vyjde koncem roku 2015 a zbylé dva v roce 2016. Hlavní hrdinkou je šestnáctiletá Tereza (Tessa) Grayová, která roku 1878, po smrti své tety, přijela do Londýna z New Yorku kvůli svému bratrovi. Brzy ale zjistí, že není obyčejný člověk a že svět není takový jaký myslela. Má zvláštní schopnosti, které chce využít člověk, který si nechává říkat Magister. Setkává se s tajemnými Lovci stínů, kteří jí berou do svého Institutu, kde postupně dostává odpovědi na své otázky. Mimo to se musí také vypořádat se svými city k panu Williamu Herondalovi a Jamesi Carstairsovi.

### Dark Artificies
V roce 2016 vyjde další Spin-off trilogie Dark Artificies. Jedná se o knihy: Lady Midnight, Prince of Shadows a The Queen of Air and Darkness. Příběh začíná 5 let po událostech v sérii Nástroje smrti. Hlavní hrdinkou je Emma Carstairsová, která je nejlepší Lovec stínů od dob Jace Waylanda. Zamiluje se do svého parabataie Juliana Blackthora, což je ve světě Lovců stínů zakázané...

### The Last Hours
The Last Hours je ohlášená trilogie plánovaná na přelom let 2016/2017. Chronologicky navazuje na události ze série Pekelné stroje. Trilogii budou tvořit titulky: Chain of Gold, Chain of Iron a Chain of Thorns s jejich hlavními postavami budou Lucie a James Herondalovi.
Děj trilogie bude zasazen do počátku 20. století. Will Herondale působí coby hlava londýnského Institutu, kde žije se svou ženou Tessou. Hlavní pozornost bude ale v příběhu věnována jejich dětem Jamesi a Lucii a jejich parabataiům Matthew Fairchildovi and Cordelii Carstairsové.

### The Wicked Powers
Bez jakýchkoliv dalších informací byla také oznámená další Spin-off série The Wicked Powers